# HarperCollins
Ne doit pas être confondu avec HarperCollins France.
HarperCollins Publishers LLC est une maison d'édition anglo-américaine considérée comme l'un des « cinq grands » éditeurs de langue anglaise, avec Penguin Random House, Hachette, Macmillan et Simon & Schuster. HarperCollins a son siège social à New York et à Londres et est une filiale de News Corp.
Le nom de la société est dérivé d'une combinaison des prédécesseurs de la société. Harper & Brothers, fondée en 1817, a fusionné avec Row, Peterson & Company en 1962 pour former Harper & Row, qui a été acquise par News Corp en 1987. La maison d'édition écossaise William Collins, Sons, fondée en 1819, a été acquise par News Corp en 1987 et a fusionné avec Harper & Row pour former HarperCollins. Le logo de la société combine le feu de la torche de Harper et l'eau de la fontaine de Collins.
HarperCollins possède des groupes d'édition aux États-Unis, au Canada, au Royaume-Uni, en Australie, en Nouvelle-Zélande, au Brésil, en Inde et en Chine. L'entreprise édite différents titres, dont d'anciennes maisons d'édition indépendantes et de nouveaux titres. Le PDG mondial de l'entreprise est Brian Murray.

## Histoire
La première maison d'édition qui compose HarperCollins a été fondée en 1817 par James Harper et son frère John, opérant initialement sous le nom de J & J Harper. Ils ont ensuite été rejoints par deux autres frères, Joseph Wesley et Fletcher Harper, et la société est devenue Harper & Brothers en 1833.
Harper & Brothers a créé plusieurs magazines notables au XIXe siècle qui ont ensuite été vendus ou abandonnés, notamment Harper's Magazine, Harper's Weekly, Harper's Bazaar et Harper's Young People.
En 1962, Harper & Brothers a fusionné avec Row, Peterson & Company pour devenir Harper & Row. La société a acquis Thomas Y. Crowell Co. et J. B. Lippincott & Co. dans les années 1970, Crowell et les activités commerciales de Lippincott ayant fusionné avec Harper & Row en 1980. En 1988, Harper & Row a acheté l'éditeur religieux Zondervan, y compris sa filiale Marshall Pickering.
William Collins, Sons a été fondée à Glasgow en 1819 par le maître d'école presbytérien William Collins. Au début, l'entreprise mettait l'accent sur la religion et l'éducation, mais elle s'est diversifiée au fil du temps, en se lançant de manière significative dans la fiction en 1917 sous la direction de Godfrey Collins.
La maison d'édition Collins Crime Club a publié de nombreuses œuvres de l'âge d'or de la fiction policière, notamment des romans d'Agatha Christie et de Rex Stout. La maison d'édition religieuse Fount accueillera C. S. Lewis. Collins deviendra l'éditeur du Commonwealth britannique pour un certain nombre de séries et d'auteurs américains populaires pour la jeunesse, notamment The Hardy Boys, Nancy Drew et Dr. Seuss.

### Fusions et acquisitions
La société News Corporation de Rupert Murdoch a acquis Harper & Row en 1987. News Corp détenait une participation de 40 % dans Collins depuis 1981 et en est devenue l'unique propriétaire en 1989. News Corp a fusionné les deux éditeurs en 1990, combinant le nom HarperCollins et créant un logo avec une représentation stylisée de flammes au sommet des vagues dérivé du logo de la torche pour Harper & Row et du logo de la fontaine pour Collins.
En 1990, HarperCollins a vendu J. B. Lippincott & Co., sa division d'édition médicale, à l'éditeur néerlandais Wolters Kluwer.
En 1996, HarperCollins a vendu Scott Foresman et HarperCollins College à Pearson, qui les a fusionnés avec Addison-Wesley Longman.
En 1999, News Corporation a acheté le Hearst Book Group, composé de William Morrow & Company et d'Avon Books. Ces maisons d'édition sont désormais publiées sous la bannière HarperCollins. HarperCollins a acheté l'éditeur éducatif Letts and Lonsdale en mars 2010.
En 2011, HarperCollins a annoncé avoir accepté d'acquérir l'éditeur Thomas Nelson. L'achat a été finalisé le 11 juillet 2012, avec l'annonce que Thomas Nelson fonctionnerait de manière indépendante compte tenu de sa position dans l'édition de livres chrétiens. Thomas Nelson et Zondervan ont ensuite été organisés en maisons d'édition, ou « programmes d'édition clés », sous une nouvelle division, HarperCollins Christian Publishing. Des rôles clés dans la réorganisation ont été attribués à d'anciens dirigeants de Thomas Nelson.
En 2012, HarperCollins a acquis une partie des opérations commerciales de John Wiley & Son au Canada.
En 2014, HarperCollins a acquis l'éditeur de romances canadien Harlequin Enterprises pour 455 millions de dollars canadiens.
En 2018, HarperCollins a acquis l'éditeur commercial Amacom auprès de l'American Management Association.
En 2020, HarperCollins a acquis les éditeurs pour enfants Egmont Books UK, Egmont Poland et Schneiderbuch Germany auprès du groupe Egmont.
Le 29 mars 2021, HarperCollins a annoncé qu'il allait acquérir HMH Books & Media, la division d'édition commerciale de Houghton Mifflin Harcourt, pour 349 millions de dollars. L'accord permettrait à HMH de rembourser sa dette et de se concentrer sur l'éducation numérique. L'accord a été conclu le 10 mai. À compter du 7 juillet 2021, les livres pour adultes de HMH seront publiés sous le nom de Mariner Books, tandis que les livres pour enfants de HMH seront publiés sous le nom de Clarion Books.
En 2021, HarperCollins a acquis l'éditeur britannique Pavilion Books.
En 2022, HarperCollins a acquis Cider Mill Press.
En juillet 2025, HarperCollins annonce l'acquisition des activités d'édition manga de Crunchyroll en France et en Allemagne.

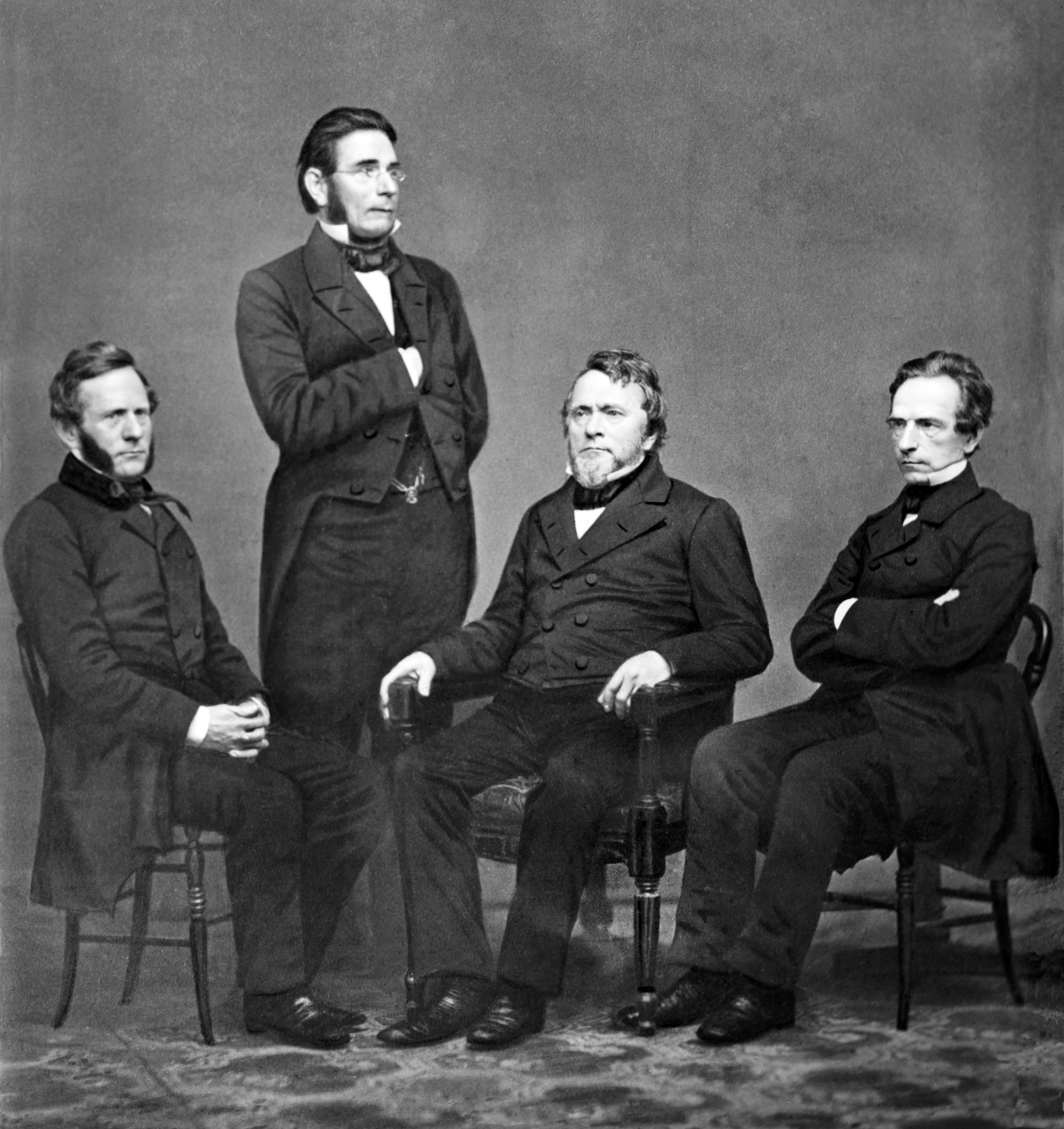
Portrait des quatre frères Harper par Mathew Brady (c. 1860). De gauche à droite : Fletcher, James, John, et Joseph.

### Historique de la direction
Brian Murray, l'actuel PDG de HarperCollins, a succédé à Jane Friedman, qui a été PDG de 1997 à 2008. Parmi les personnalités de gestion notables, citons Lisa Sharkey, actuelle vice-présidente principale et directrice du développement créatif, et Barry Winkleman de 1989 à 1994.

## Galerie

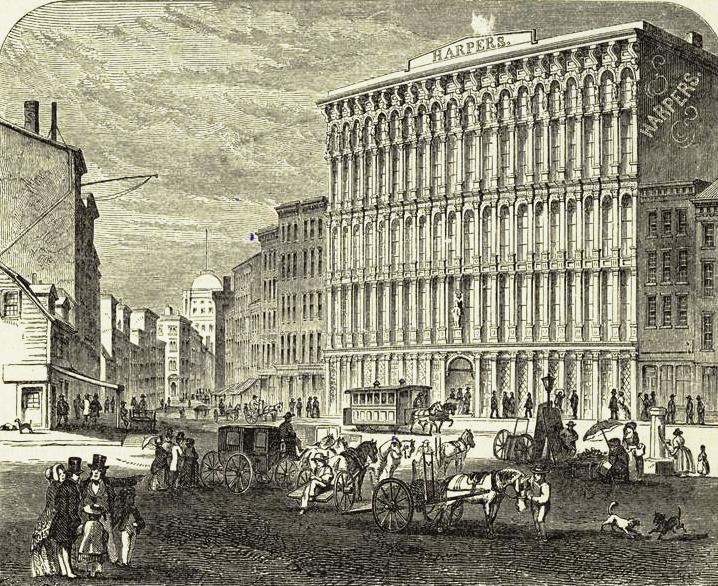
Le siège de Harper & Brothers sur Pearl Street (1890)
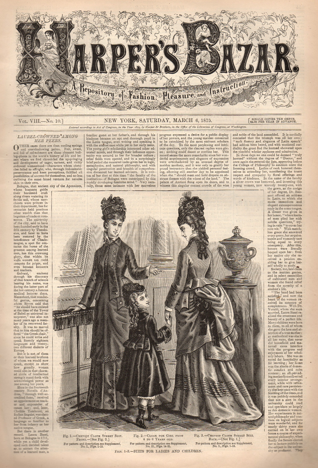
Harper's Bazar (1875), qui deviendra Harper's Bazaar.
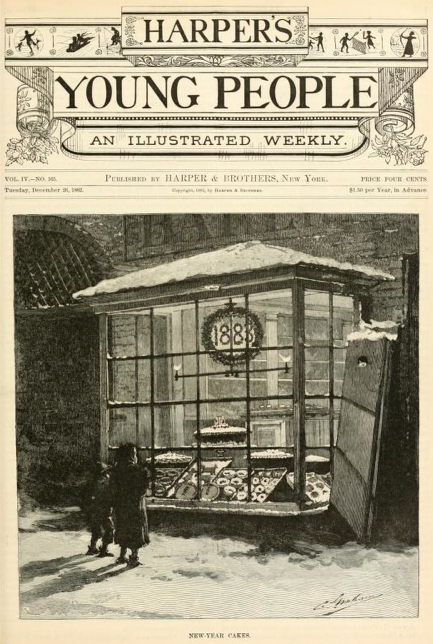
Harper's Young People (1882)

## Justice

### États-Unis contre Apple Inc.
En avril 2012, le ministère de la Justice des États-Unis a déposé une plainte contre Apple Inc., désignant Apple, HarperCollins et quatre autres grands éditeurs comme défendeurs. La plainte alléguait qu'ils avaient conspiré pour fixer les prix des livres électroniques et affaiblir la position d'Amazon.com sur le marché, en violation de la loi antitrust.
En décembre 2013, un juge fédéral a approuvé un règlement des plaintes antitrust, dans lequel HarperCollins et les autres éditeurs ont abondé un fonds qui offrait des crédits aux clients qui avaient payé trop cher pour des livres en raison de la fixation des prix.

### Fermetures d'entrepôts aux États-Unis
Le 5 novembre 2012, HarperCollins a annoncé à ses employés en privé, puis plus tard dans la journée publiquement, qu'elle fermait ses deux entrepôts américains restants, pour fusionner les opérations d'expédition et d'entreposage avec R. R. Donnelley dans l'Indiana. L'entrepôt de Scranton, en Pennsylvanie, a fermé en septembre 2013, et un autre entrepôt de Nashville, dans le Tennessee, sous le nom de Thomas Nelson (qui distribue la branche religieuse de HarperCollins/Zondervan Books), au cours de l'hiver 2013. Plusieurs postes de bureau et services ont continué à travailler pour HarperCollins à Scranton, mais dans un nouvel emplacement.
La fermeture de l'entrepôt de Scranton a supprimé environ 200 emplois, et celle de Nashville jusqu'à 500 emplois ; le nombre exact d'employés de distribution est inconnu.
HarperCollins avait déjà fermé deux entrepôts aux États-Unis, l'un à Williamsport, en Pennsylvanie, en 2011 et l'autre à Grand Rapids, dans le Michigan, en 2012. « Nous avons adopté une vision globale à long terme de notre distribution imprimée et nous nous engageons à offrir la plus large portée possible à nos auteurs », a déclaré Brian Murray, directeur général de HarperCollins, selon Publishers Weekly. « Nous réorganisons le modèle de distribution traditionnel pour garantir que nous pouvons proposer de manière compétitive l'intégralité du catalogue HarperCollins aux clients, quel que soit leur emplacement. » Les responsables de l'entreprise attribuent les fermetures et les fusions à la demande croissante de formats de livres électroniques et à la baisse des achats d'imprimés.

### Poursuite contre Internet Archive
En juin 2020, HarperCollins faisait partie d'un groupe d'éditeurs qui ont poursuivi Internet Archive, arguant que sa collection de livres électroniques privait les auteurs et les éditeurs de revenus et accusant la bibliothèque de « violation massive et volontaire du droit d'auteur ».

### Poursuite contre Lindsay Lohan
En septembre 2020, HarperCollins a poursuivi Lindsay Lohan pour avoir conclu un contrat d'édition et perçu une avance de 350 000 $ pour des mémoires révélateurs qui ne se sont jamais concrétisés.

### La trahison d'Anne Frank
Un livre de 2022 écrit par Rosemary Sullivan, avec HarperCollins comme éditeur principal, a désigné un notaire juif comme le suspect le plus probable de la trahison d'Anne Frank. La conclusion a été contestée par les experts. Les membres de la famille du notaire ont menacé d'intenter une action en justice et ont créé une fondation. L'éditeur néerlandais a retiré le livre, mais HarperCollins n'a pris aucune décision définitive.

### Grève de l'UAW
Le 10 novembre 2022, environ 250 travailleurs syndiqués de HarperCollins ont entamé une grève illimitée. La section locale 2110 du syndicat United Auto Workers (UAW) comprend des personnes travaillant dans le design, le marketing, la publicité et les ventes de l'entreprise. Le syndicat UAW a pris la décision de faire grève après de longues négociations entre lui et HarperCollins, qui ont conduit ses membres à « travailler sans contrat depuis avril ». Selon un porte-parole, HarperCollins « a accepté un certain nombre de propositions que l'UAW cherche à inclure dans un nouveau contrat » et « est déçu qu'un accord n'ait pas été conclu » mais « continuera à négocier de bonne foi ».
Le 21 décembre 2022, la section locale a mis en pause son piquetage en personne pour donner aux grévistes l'occasion de passer du temps avec leurs proches. Le piquetage a repris comme prévu le 3 janvier 2023.
Après trois mois de négociations, le syndicat a accepté un nouveau contrat avec HarperCollins le 16 février 2023. Selon les nouvelles conditions, le salaire de départ annuel des employés de HarperCollins est passé de 45 000 $ à 47 500 $ après ratification, et devrait passer à 50 000 $ d'ici 2025. De plus, les employés à temps plein du syndicat recevront un paiement forfaitaire de 1 500 $. Le contrat permet également aux travailleurs gagnant moins de 60 000 $ de demander deux heures supplémentaires par semaine sans l'approbation d'un responsable, et met en place des mesures pour rémunérer le personnel subalterne pour le travail de diversité et d'inclusion qui n'est généralement pas rémunéré dans le secteur.
Les ouvriers ont repris leur travail le 21 février.